# Victor Putmans
Victor Putmans est un footballeur belge ayant évolué durant l'entre-deux-guerres, né le 29 mai 1914 à Namur et mort le 12 novembre 1989.

## Biographie
Ce joueur de champ a été retenu dans le groupe qui a participé à la Coupe du monde de 1934 en Italie, mais il n'a pas joué.